# 霍爾姆伍德 (路易斯安那州)
霍爾姆伍德（英語：Holmwood）是位於美國路易斯安那州卡爾克蘇堂區的一個非建制地區。

## 地理
霍爾姆伍德所處的海拔為高於海平面5米（即16英呎），而該地所採用的時區為UTC-6，即北美中部時區（CST）。同時該地設有夏令時間，為UTC-6調快一小時，即UTC-5（CDT）。